# Marienretabel (Rieden)

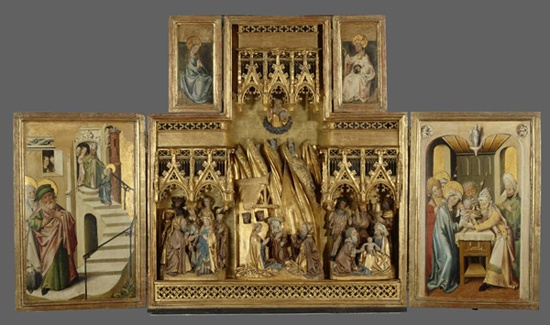
Farbbild des Marienretabels

Das Marienretabel befand sich ehemals in der Marienkirche in Rieden, heute Gemeinde Rosengarten (Landkreis Schwäbisch Hall). Es wurde von dem nach ihm benannten Meister von Rieden in Brüssel oder Löwen um 1440–1450 geschaffen. Neuere Quellen gehen von einer Entstehungszeit von um 1441 aus. Die Tafelbilder des Altars schuf ein niederländischer Maler.
Seit 1877 befindet sich das Retabel im Württembergischen Landesmuseum in Stuttgart.

## Geschichte
Das Marienretabel war der ursprüngliche Hochaltar im Chor der Kirche in Rieden. Im Jahr 1510 erfolgte die Versetzung in die Kirchenmitte und im Jahr 1721 auf den linken Seitenaltar, wo es am Ende des Langhauses nördlich des Triumphbogens stand. Dort stand es bis zur Erbauung der Empore im Jahre 1841. Anschließend wurde das Werk an die Nordwand des Chors versetzt, wo es an der Chorwand befestigt wurde. In diesem Zustand wurde das Kunstwerk im 19. Jahrhundert von Heinrich Merz, Jakob August Lorent und Julius Hausser fast im gleichen Wortlaut beschrieben.
Am 12. Januar 1877 erwarb das Königliche Museum vaterländischer Alterthümer in Stuttgart, das heutige Württembergische Landesmuseum, den Altar, wofür die Pfarrgemeinde Rieden den Kaufpreis von 400 Mark erhielt.

## Beschreibung

### Geöffneter Zustand

#### Mittelschrein
Das Retabel ist 136 cm hoch und im geöffneten Zustand 235 cm breit. Der querrechteckige Schrein besteht aus Eiche und zeigt im Hochrelief fast vollrund geschnitzte Figurengruppen aus Nussbaumholz. Die Figurengruppe im Mittelteil des Schreins stellt Christi Geburt vor einer Felslandschaft dar. Rechts zeigt der Schrein die Anbetung der Könige sowie im linken Teil die Vermählung Marias. Bemerkenswert sei, laut Wolfgang Deutsch, der „Charakterkopf Josefs. Gerade die Schlichtheit der Darstellung führe zu großer Eindringlichkeit.“

Marienretabel
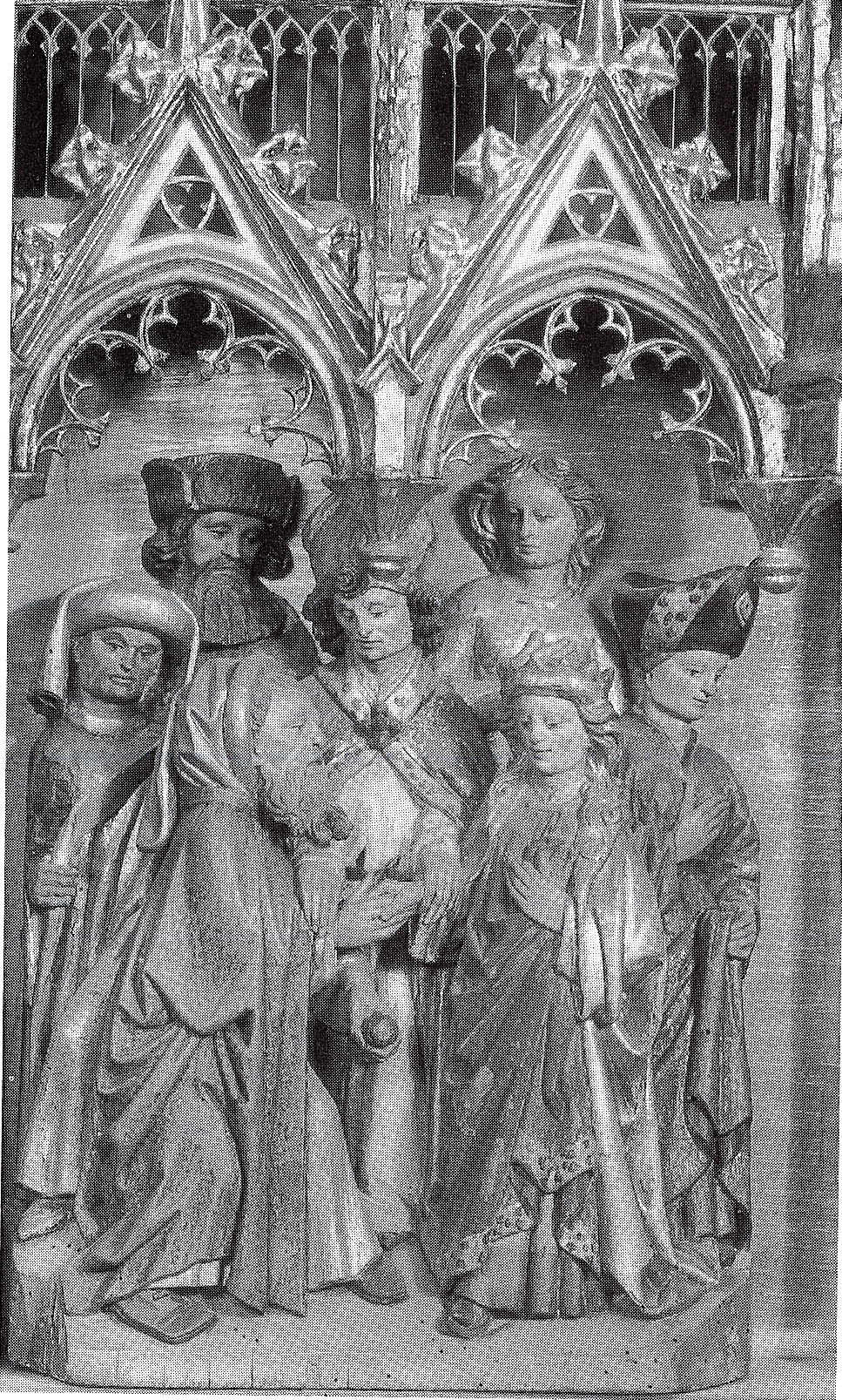
Vermählung Marias, im Schrein links
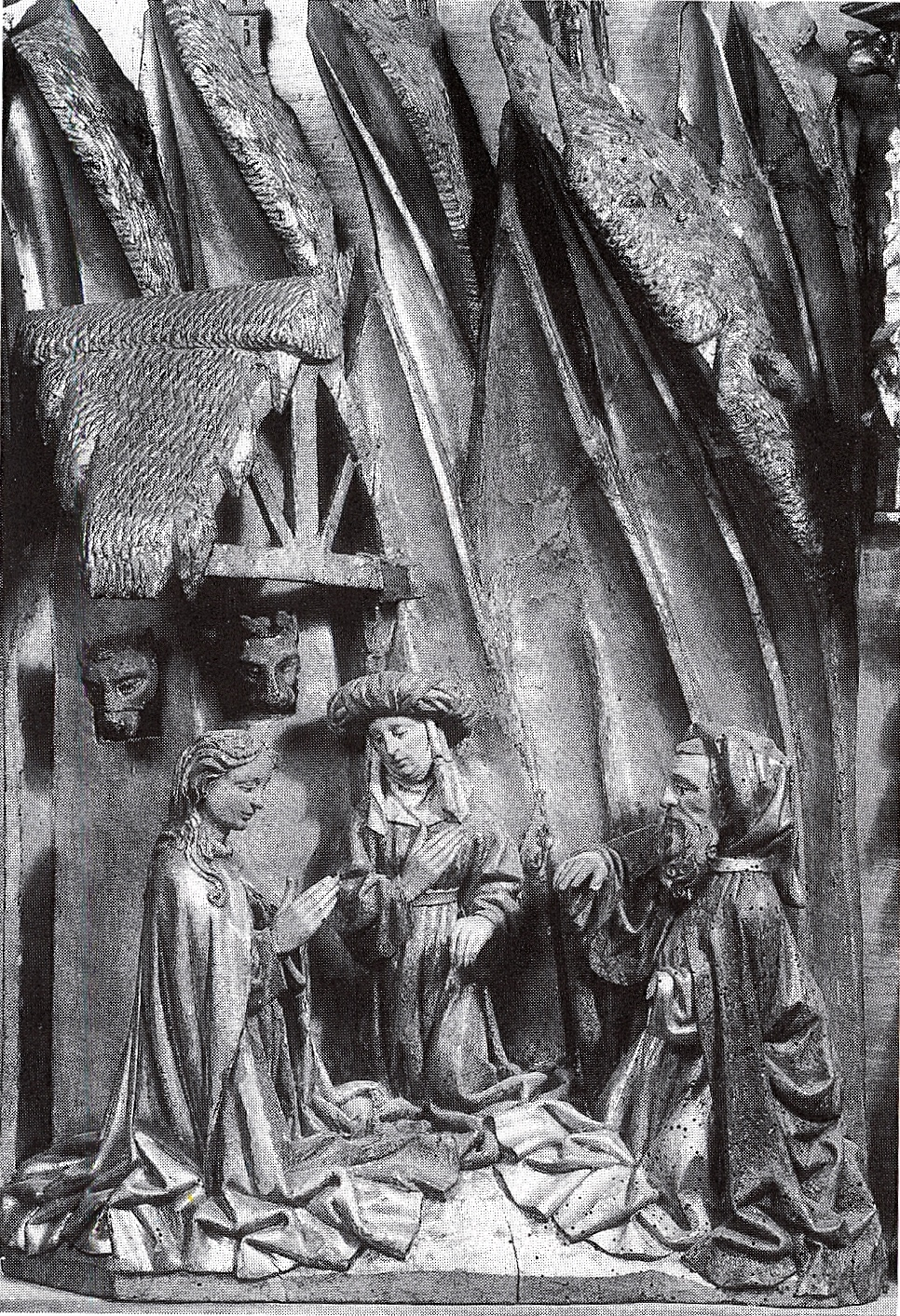
Christi Geburt vor einer Felslandschaft, im Mittelteil des Schreins
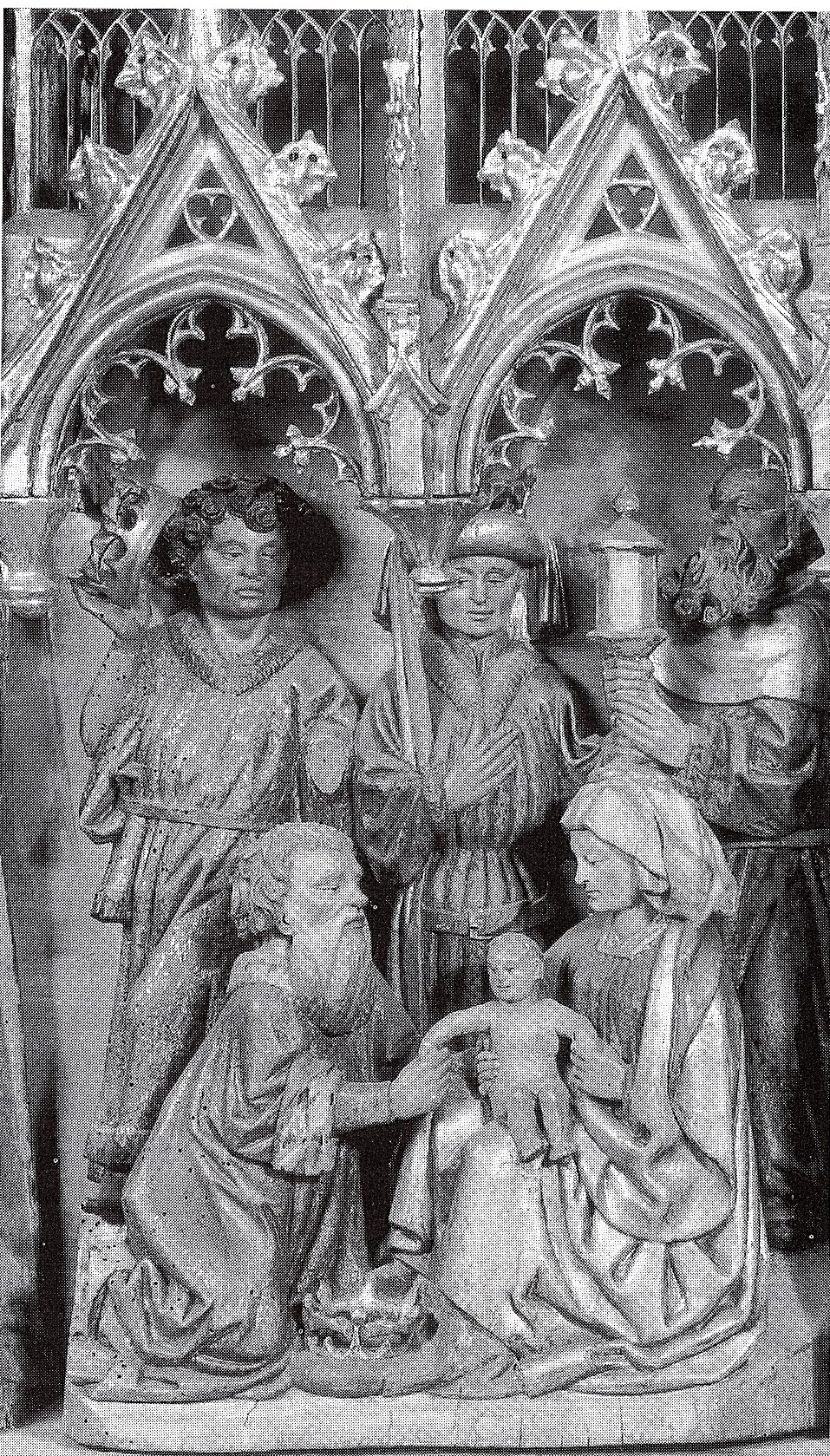
Anbetung der Könige, im Schrein rechts

#### Auszugsflügelinnenseiten
Diese zeigen Gemälde, der linke Flügel die heilige Katharina von Alexandria mit Krone, Rad und Schwert und der rechte Flügel die heilige Barbara mit Turm und Palmzweig. Katharina und Barbara zählen laut Wolfgang Deutsch zu den „virgines capitales“ den jungfräulichen Hauptheiligen. Sie unterstehen der Maria als Königin der Jungfrauen („Regina virginum“). Sie gehörten zum Marienprogramm des Marienretabels, weil das gesamte Altarwerk der Marienverehrung diente.

Auszugsflügelinnenseiten
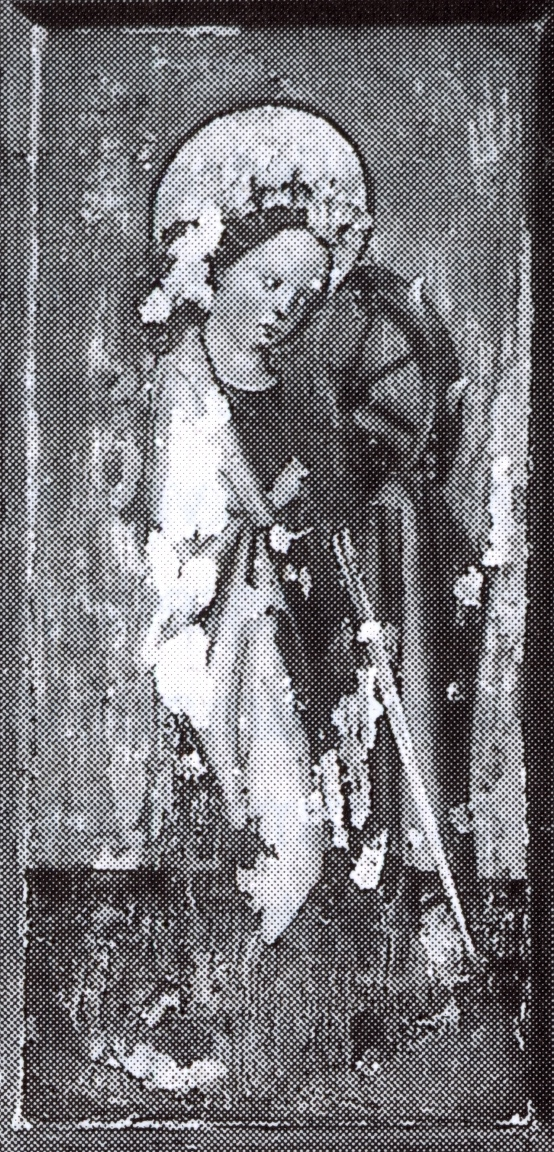
Heilige Katharina mit Rad und Schwert
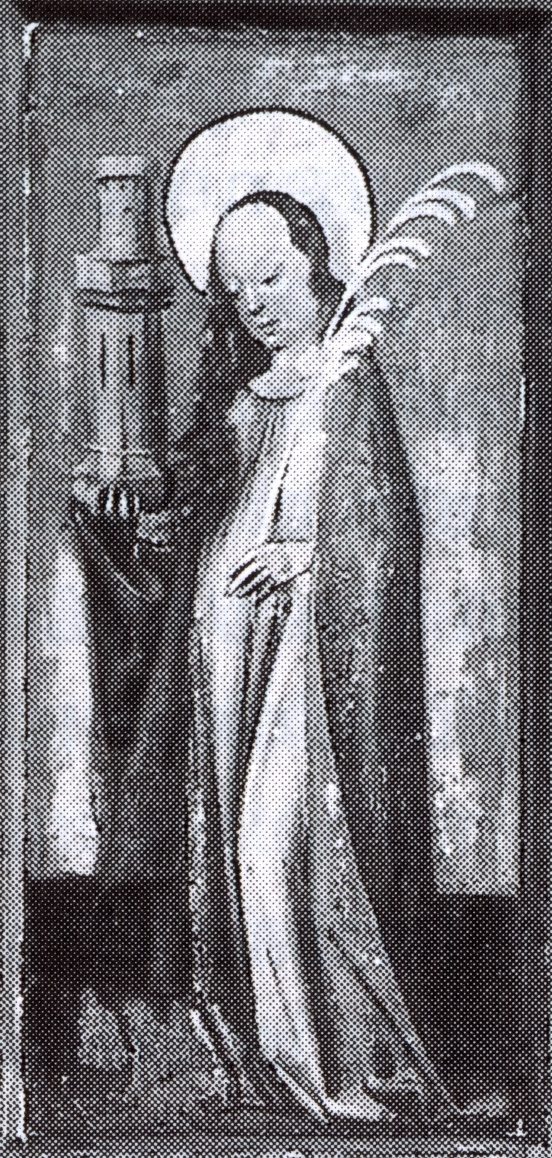
Heilige Barbara mit Turm und Palmzweig

#### Altarflügelinnenseiten
Diese zeigen Gemälde. Der linke Altarflügel zeigt den Tempelgang Marias, der rechte Altarflügel die Darstellung Jesu:
Das Gemälde der Tempelgang Marias zeigt die dreijährige Maria in blauem Gewand und roten Schuhen, wie sie betend die Treppe zum Tempel hinaufgeht. Am Tempelportal wird sie von dem Hohepriester – wie ein Bischof gekleidet – empfangen. Der Geistliche wird von zwei Tempeljungfrauen begleitet. Zwei weitere Tempeljungfrauen schauen aus einem Fenster. Unterhalb der Treppe, auf der linken Bildseite, stehen Joachim und Anna. Am Fuß der Treppe befinden sich Maiglöckchen. Besonders bemerkenswert sei „der Kummer des Joachim, der aus Blick und Gebärden spricht“.
Das Gemälde Darstellung Jesu ist mit dem Thema Marias verbunden, weil diese auch eine kultische Reinigung Marias nach jüdischer Vorschrift darstellt (im Lukasevangelium: Lk 2,22-40 ). Bei dem Gemälde werden in auffälliger Art und Weise die Prozessionskerzen und die Tauben als Opfergabe für die Reinigung gezeigt. Durch einen Doppelbogen mit hängendem Schlussstein sehen wir in das schlichte Innere eines Raums mit Fliesenboden, Holzdecke und Rundbogenfenster, als Tempel kennzeichnet ihn eine Mosesfigur, die auf dem Schlussstein steht und die Gesetzestafeln hält. Ein spätgotischer Tisch in der Mitte des Raums soll den Altar darstellen. Links vom Tisch befindet sich Maria mit zwei anderen Mädchen, die das Kind dem Simeon übergeben. Auf dem Gemälde tragen alle Tempelbesucher brennende Kerzen, was ein Hinweis auf die Lichterprozession am Fest von Marias Reinigung, Lichtmess, ist. Zudem auffällig die bläulich-weißen Scheibchen, die am Schaft dieser Kerzen haften. Besonders bemerkenswert sei die Darstellung Simeons – „die innere Bewegung Simeons, seine Hingabe, die sich in der Biegung des Körpers ausdrückt und überhaupt die Ausdruckskraft der Gebärden trotz summarischer Wiedergabe der Finger und Hände. Man betrachte, wie behutsam und liebevoll die Hände Simeons das Kind umfassen.“

Altarflügelinnenseiten
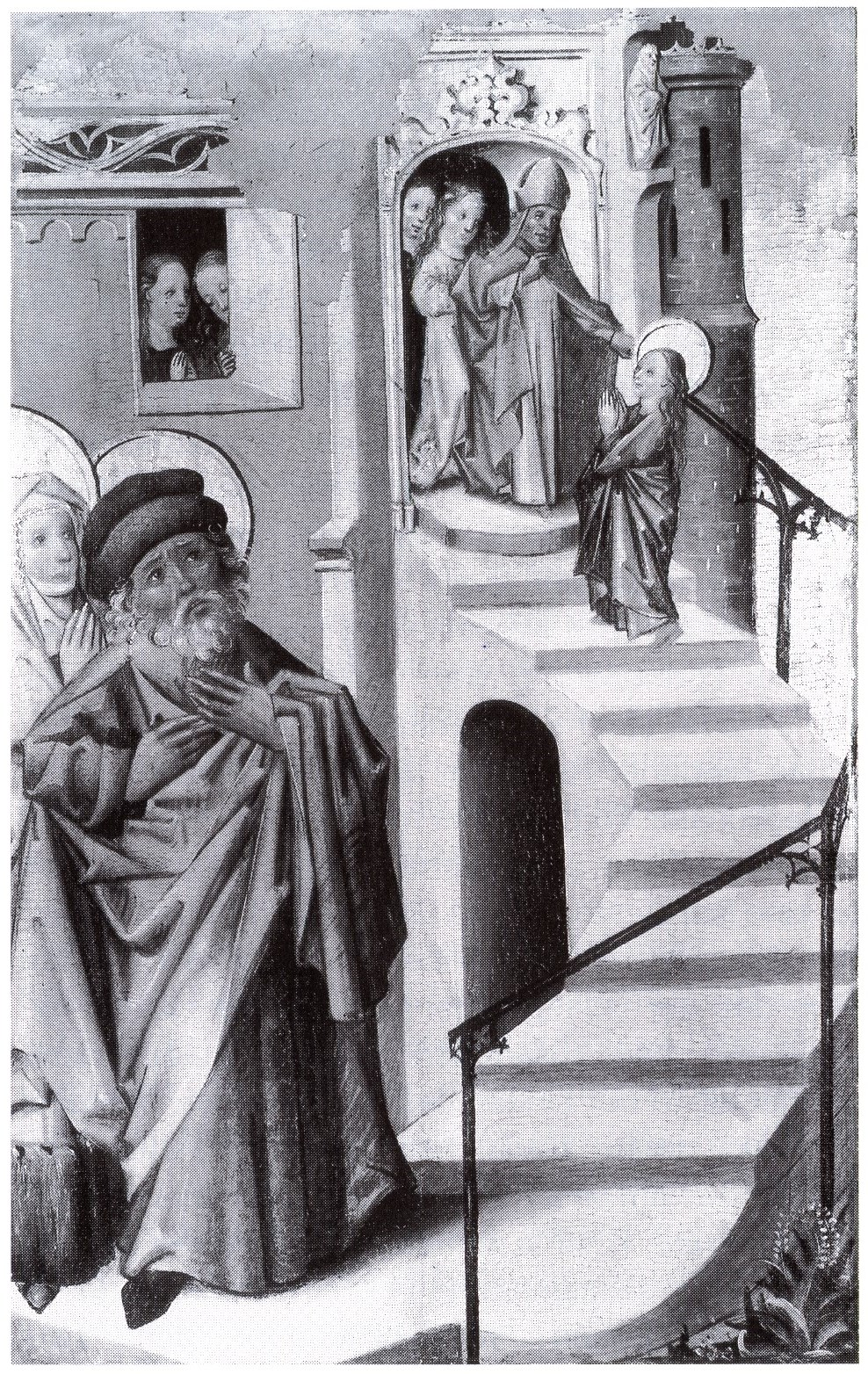
Linker Flügel: Tempelgang Marias
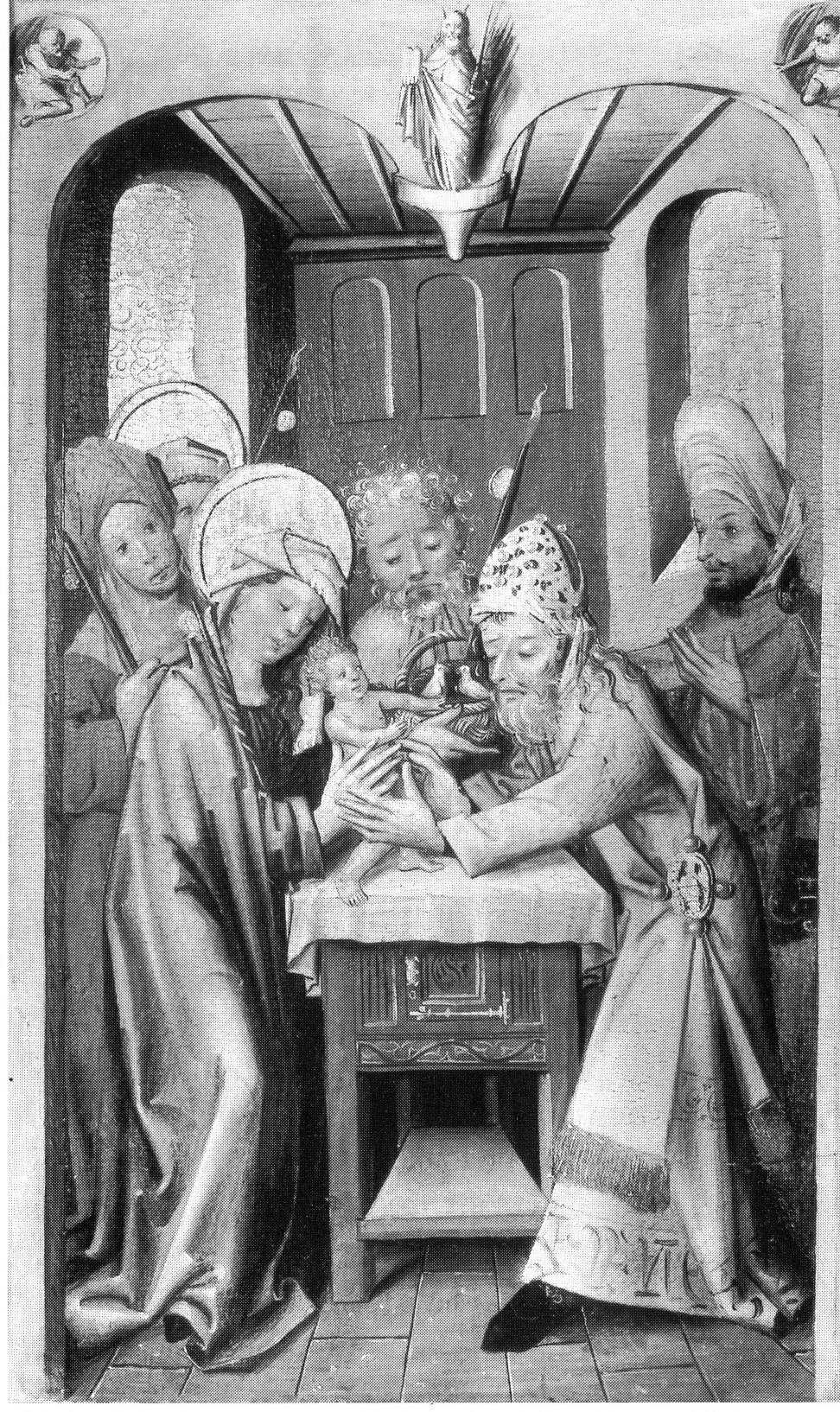
Rechter Flügel: Darbringung Jesu

### Geschlossener Zustand

#### Auszugsflügelaußenseiten
Die Auszugsflügelaußenseiten haben „Christus segnet die gekrönte Maria“  als Thema. Gezeigt wird dabei nicht die Krönung der Gottesmutter selbst, sondern der Moment danach, als Christus die Gekrönte segnet. So wird auf der Innenseite der Auszugsflügel die „Glorifizierung Marias“ thematisiert. So zeigt der linke Flügel die gekrönte Maria. Sie ist blau gekleidet mit offenem Haar, ausgestattet mit Nimbus und Krone (beschädigt) als „Himmelskönigin und Throngefährtin Christi“. Auf der rechten Tafel sitzt Christus in weißen Gewändern, die Weltkugel mit der Linken auf dem Schoß haltend, mit der rechten Hand segnet er Maria.

Auszugsflügelaußenseiten
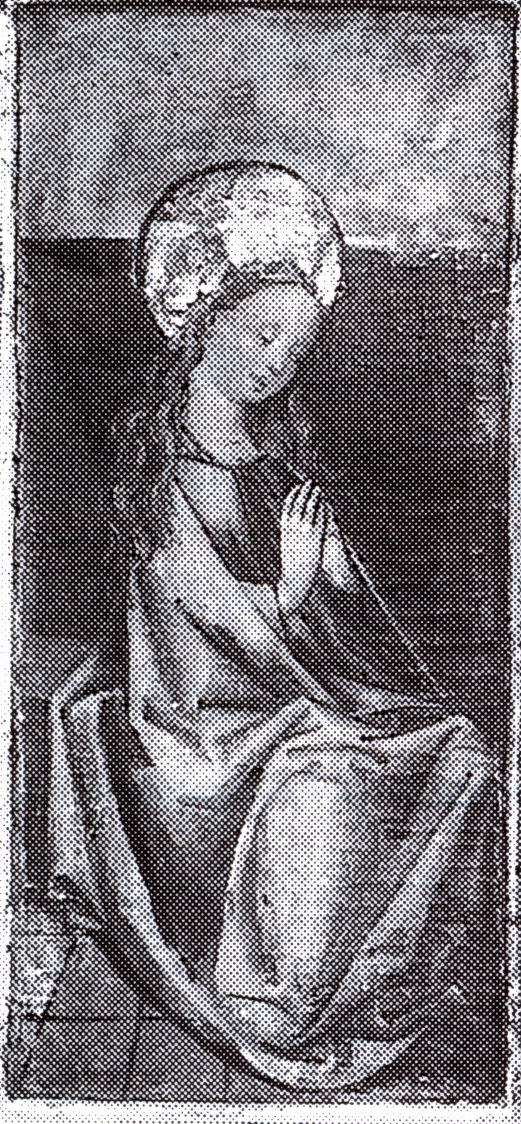
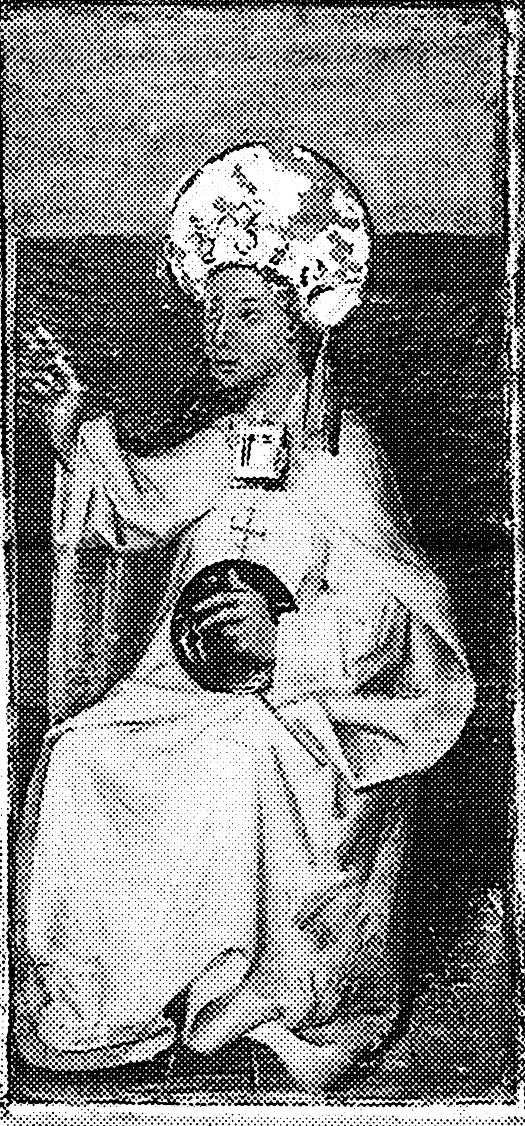

#### Altarflügelaußenseiten
Diese zeigen Gemälde. Der linke Altarflügel zeigt den Engel Gabriel und Maria auf dem rechten Flügel. Das Gemälde zeigt den Erzengel, wie er in der rechten Hand ein langes Zepter hält. In der linken hält er ein Spruchband: „Ave Maria, gratia plena, Dominus tecum. Benedicta tu in mulieribus“. Es sind die Worte aus Lukas 1,28 („Sei gegrüßt du Begnadete, der Herr ist mit dir, du bist gebenedeit unter den Frauen“.) Maria wird mit Nimbus und offenem Haar dargestellt. Sie steht und liest vertieft in einem Buch. Vor ihr befindet sich eine Vase mit einer blühenden Lilie, als Symbol ihrer jungfräulichen Reinheit. Um den Nimbus ist ein Spruchband zu sehen: „Ecce ancilla Domini. Fiat mihi secundum verbum tuum, amen“. Dies sind Worte aus Lukas 1, 38 („Siehe ich bin die Magd des Herrn, mir geschehe nach deinem Wort, so soll es geschehen“.)

Altarflügelaußenseiten
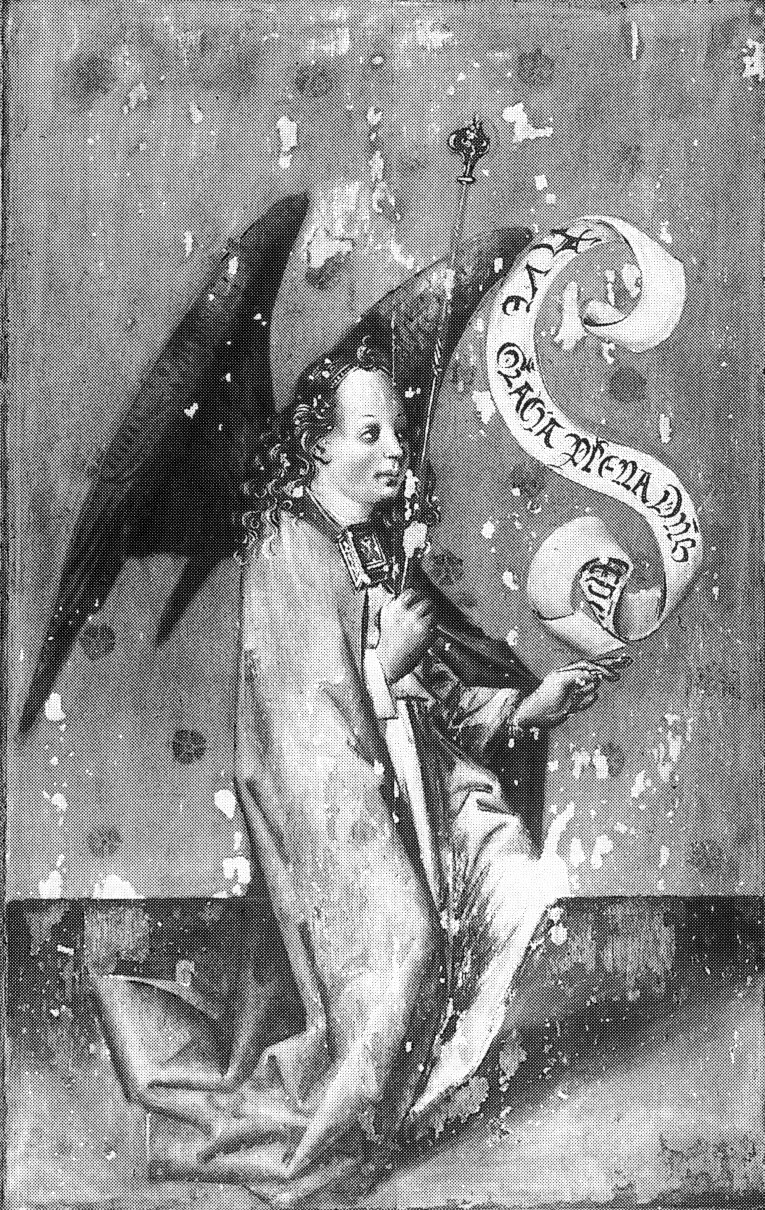
Verkündigung: Engel Gabriel
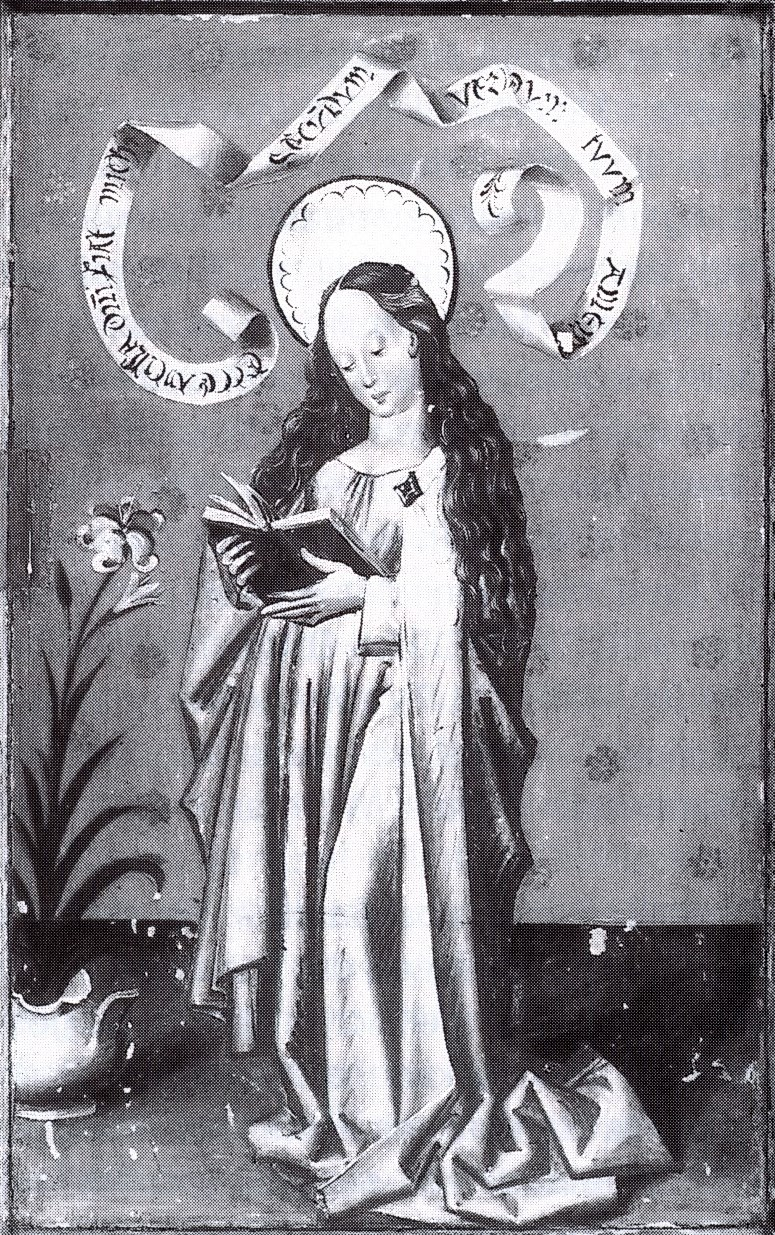
Verkündigung: Maria

#### Predella
Die Predella ist 85 cm × 113 cm groß und zeigt als Relief das Abendmahl Jesu. Sie gehört nicht ursprünglich zum Retabel, sondern wurde von einem anderen Bildschnitzer geschaffen. Möglicherweise handelt es sich um denselben Künstler, der in Schwäbisch Hall die Abendmahlsdarstellung in der Sakristei und die Predella des Heiliggeistaltares geschnitzt hat.

Predella

#### Predellaflügel
Ursprünglich hatte die Predella Flügel mit Reliefs. Heinrich Merz schreibt darüber 1845

„[...] an den Flügeln auf beiden Seiten zwei heilige Frauen, unzart gefärbt aber nicht ohne Ausdruck und Empfindung“

Julius Baum bemerkt im Katalog von 1917:

„[...] die gemalten Flügel … außen weibliche Heilige auch innen Einzelfiguren unter denen 1877 nur noch der Erlöser erkennbar, darstellend sind nicht mehr vorhanden“